# Walter Wink

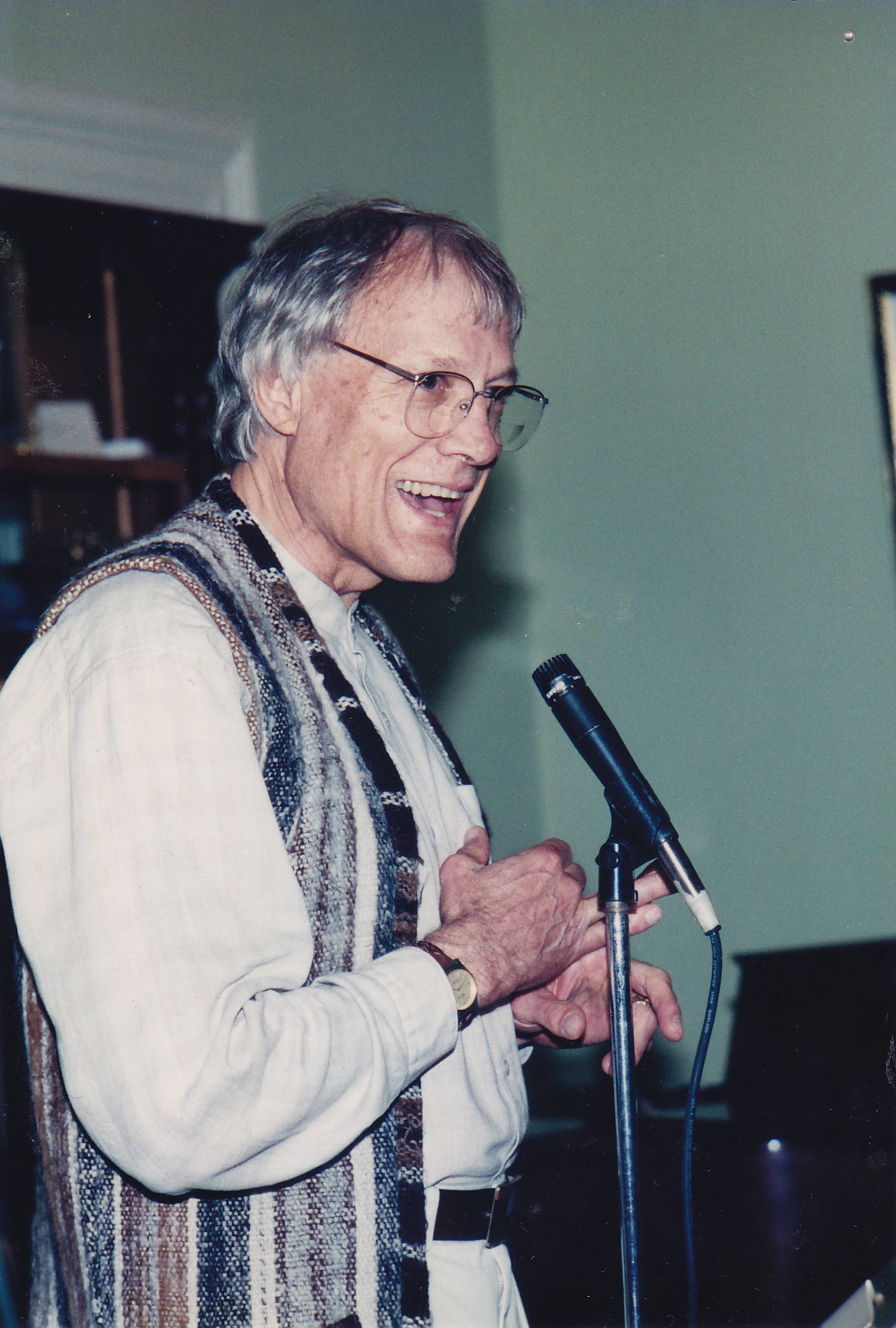
Walter Wink

Walter Wink (* 21. Mai 1935 in Dallas, Texas; † 10. Mai 2012 in Berkshire Mountains, Massachusetts) war Professor für Biblische Exegese am Auburn Theological Seminary in New York City.
Wink arbeitete als Gemeindepfarrer und als Professor am Union Theological Seminary in the City of New York. Von 1989 bis 1990 war er Peace Fellow am United States Institute of Peace.
Wink ist bekannt für seine Arbeiten über Machtstrukturen mit einer progressiven christlichen Sicht auf gegenwärtige politische und kulturelle Fragen. Er prägte die Wendung „the myth of redemptive violence“ (der Mythos der erlösenden Gewalt) und hat beigetragen zu Abhandlungen über aktive Gewaltfreiheit („militant nonviolence“), Homosexualität und Jesus-Forschung. Im Frühjahr 2014 erschien unter dem Titel „Verwandlung der Mächte. Eine Theologie der Gewaltfreiheit“ die deutsche Übersetzung von „The Powers that Be“ (1999), der Summe seiner Powers-Trilogie, in der er seine Vorstellung einer aktiven Gewaltlosigkeit als den dritten Weg zwischen Passivität und Gewalteinsatz erläutert, den Jesus gelehrt und gelebt habe.
Neal Stephenson übernahm einige von Winks Ideen für seine Annahmen über die Phänomenologie von Unterdrückung („an epidemiology of power disorders“).
Im Gegensatz zur Mehrheit der Vertreter der Gay Theology sieht Wink jedoch größere Probleme mit dem Text der Bibel: „Ich habe seit langem darauf bestanden, dass es dabei um Hermeneutik geht, und dass Bemühungen, den Text so zu drehen, dass er etwas bedeutet, was er klar nicht aussagt, beklagenswert sind. Einfach gesagt, die Bibel ist negativ eingestellt gegenüber gleichgeschlechtlichem Verhalten, und darum kommt man nicht herum.“ Er fügt allerdings hinzu: „Es geht genau genommen darum, welches Gewicht diese Beurteilung in der Ethik des christlichen Lebens haben sollte.“
Wink spricht sich für Wahlfreiheit der sexuellen Orientierung aus: „Ich würde jeden unterstützen, dem/der es möglich war seine/ihre sexuelle Orientierung zu ändern, aber ich unterstütze auch all die, die aus welchem Grund auch immer das nicht können oder wollen.“

## Werke (Auswahl)
- John the Baptist in the Gospel Tradition, Cambridge Univ. Press, 1968.
- The Bible in Human Transformation, Philadelphia: Fortress Press, 1973.
- The Powers Trilogy:
  - Naming the Powers: The Language of Power in the New Testament, Philadelphia: Fortress Press, 1984. ISBN 0-8006-1786-X
  - Unmasking the Powers: The Invisible Forces That Determine Human Existence, Philadelphia: Fortress Press, 1986. ISBN 0-8006-1902-1
  - Engaging the Powers: Discernment and Resistance in a World of Domination, Minneapolis: Fortress Press, 1992. ISBN 0-8006-2646-X
- Violence and Nonviolence in South Africa, Philadelphia: New Society Publishers, 1987.
- Transforming Bible Study, second edition, Nashville: Abingdon, 1990.
- Proclamation 5: Holy Week, Year B, Minneapolis: Fortress Press, 1993.
- Cracking the Gnostic Code: The Powers in Gnosticism, (Society of Biblical Literature Monograph Series), Atlanta: Scholars Press, 1993. ISBN 1-55540-860-5
- When the Powers Fall: Reconciliation in the Healing of Nations, Minneapolis: Fortress Press, 1998. ISBN 0-8006-3127-7; Swedish edition: Healing a Nation’s Wounds: Reconciliation on the Road to Democracy (Uppsala, Schweden: Life and Peace Institute, 1997)
- The Powers That Be:Theology for a New Millennium, New York: Doubleday, 1999. ISBN 0-385-48752-5
  - Deutsch: Thomas Nauerth, Georg Steins (Hrsg.): Verwandlung der Mächte. Eine Theologie der Gewaltfreiheit. 1. Auflage. Friedrich Pustet, Regensburg 2014, ISBN 978-3-7917-2591-8.
- Homosexuality and Christian Faith: Questions of Conscience for the Churches (Editor), Minneapolis: Fortress Press, 1999. ISBN 0-8006-3186-2
- Peace Is The Way: Writings on Nonviolence from the Fellowship of Reconciliation., (Editor), Orbis Books, 2000. ISBN 1-57075-315-6
- John the Baptist in the Gospel Tradition, Wipf & Stock Publishers, 2001. ISBN 1-57910-529-7
- The Human Being:  Jesus and the Enigma of the Son of the Man, Fortress Press, 2001. ISBN 0-8006-3262-1
- Jesus and Nonviolence: A Third Way, Augsburg Fortress, 2003. ISBN 0-8006-3609-0